# Eb/N0
Eb/N0 ist ein Parameter in der digitalen Kommunikation und Datenübertragung, der insbesondere beim Vergleich der Bitfehlerhäufigkeit verschiedener digitaler Modulationsverfahren genutzt wird, wenn die Bandbreite vernachlässigt werden soll. Allgemein gilt dabei: Je weniger Bitfehler toleriert werden sollen, desto größer muss der Eb/N0-Wert sein. 
Eb/N0 ist das Verhältnis der Signalenergie pro Bit zur Rauschleistung pro 1 Hz und damit unabhängig von der Bandbreite. Er ist somit als normalisiertes Signal-Rausch-Verhältnis (SNR) zu verstehen und wird auch als SNR pro Bit bezeichnet. Die Einheit von Eb/N0 ist 1/Bit, üblicherweise wird der Wert in dB angegeben.

## Verhältnis zu anderen Größen

Bitfehlerwahrscheinlichkeit (BER) als Funktion des E_{b}/N_{0} für verschiedene PSK-Modulationsarten

Eb/N0 ist proportional zum Signal-Rausch-Verhältnis (SNR) bzw. zum Träger-Rausch-Verhältnis (CNR oder C/N): 
{\displaystyle CNR=E_{b}/N_{0}\cdot {\frac {f_{b}}{B}}}
mit
- der Netto-Datenrate fb
- der Bandbreite B.

In logarithmischer Form ergibt sich die Formel zu: 
{\displaystyle \Leftrightarrow CNR_{dB}=10\cdot \left(\log _{10}(E_{b}/N_{0})+\log _{10}\left({\frac {f_{b}}{B}}\right)\right)}
Eb/N0 kann angesehen werden als normalisierter Wert von Es/N0, dem Verhältnis der Energie Es pro Symbol, zur Rauschenergie:
{\displaystyle {\frac {E_{b}}{N_{0}}}={\frac {1}{\rho }}\cdot {\frac {E_{s}}{N_{0}}}},
mit der spektralen Effizienz {\displaystyle \rho }.